# Res oss upp igen
Res oss upp igen är en psalm vars text och musik är skriven av Per-Håkan Sandberg.
Musikarrangemanget i Psalmer i 2000-talets koralbok är gjort av Anders Göranzon.

## Publicerad som
- Nr 821 i Psalmer i 2000-talet under rubriken "Människosyn, människan i Guds hand".